# Saint-Jean-de-Vaux
Pour les articles homonymes, voir Saint-Jean.
Saint-Jean-de-Vaux est une commune française située dans le département de Saône-et-Loire, en région Bourgogne-Franche-Comté.

## Géographie
Saint-Jean-de-Vaux, avec une superficie de 2,26 km2, est la cinquième plus petite des 567 communes de Saône-et-Loire.
La commune est située en Bourgogne, dans le département de Saône-et-Loire, à environ 14 kilomètres de Chalon-sur-Saône. C'est un village viticole de la côte chalonnaise, faisant partie de la vallée des Vaux.

### Communes limitrophes
|  |

### Accès et transports
Le village est situé à proximité des grands axes de circulation, à 15 kilomètres de l'autoroute A6 (Chalon-sur-Saône), à 9 kilomètres des voies ferrées Paris-Lyon-Marseille et 19 kilomètres du TGV (Le Creusot) et à 7 kilomètres de la route nationale 80 Chalon-Moulins.

### Géologie et relief
Le territoire de la commune, essentiellement viticole, s'étend dans un paysage vallonné. Le vignoble a été implanté sur des sols où se sont déposés les sédiments marno-argilo-calcaires des mers jurassiques (230 à 135 millions d'années). L'altitude du village varie entre 221 et 325 mètres.

### Hydrographie
L'Orbize (rivière) traverse le bas du village.

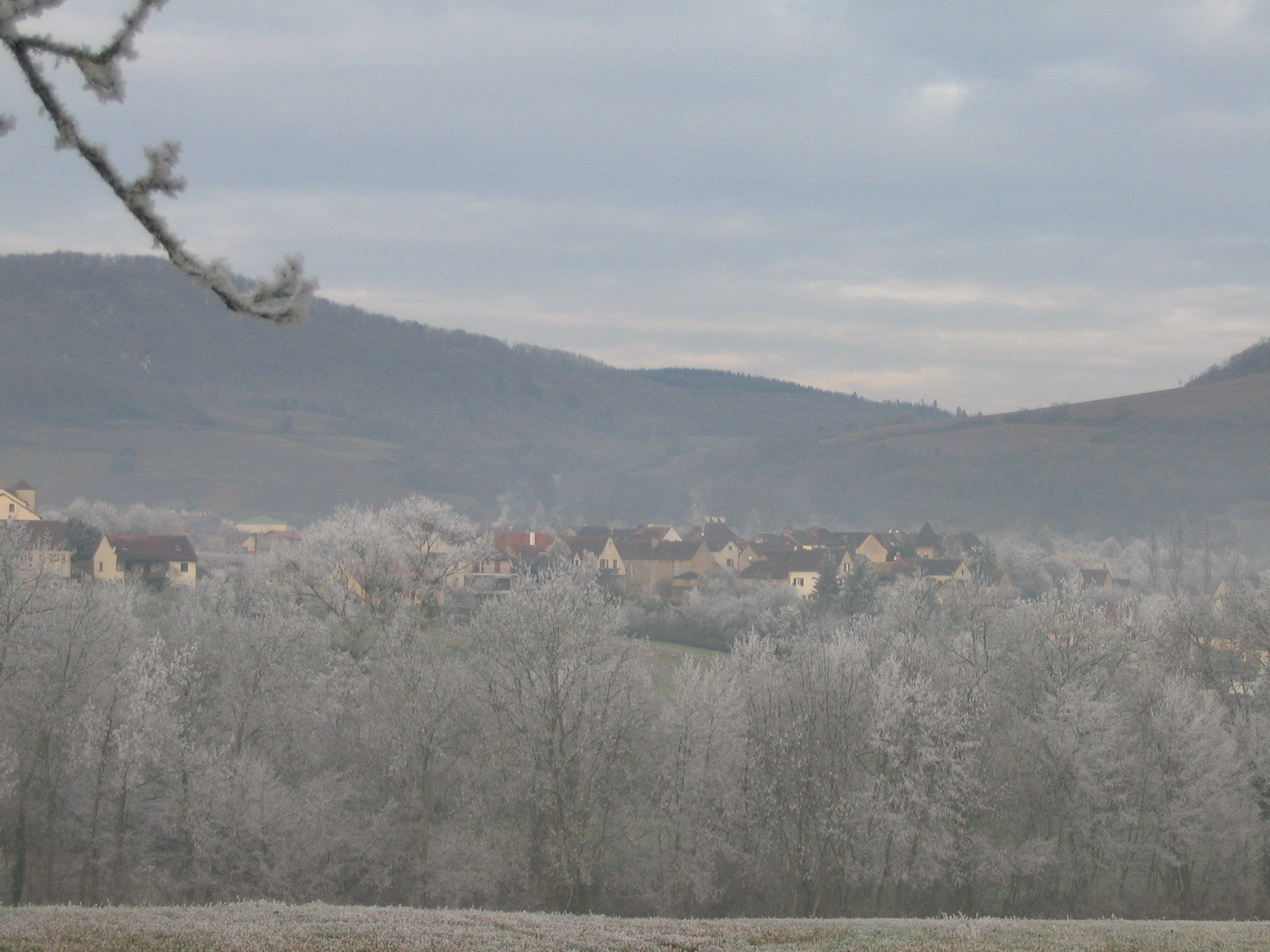
Vue d'une partie du village en hiver.

### Climat
Pour des articles plus généraux, voir Climat de la Bourgogne-Franche-Comté et Climat de Saône-et-Loire.
En 2010, le climat de la commune est de type climat océanique dégradé des plaines du Centre et du Nord, selon une étude du Centre national de la recherche scientifique s'appuyant sur une série de données couvrant la période 1971-2000. En 2020, Météo-France publie une typologie des climats de la France métropolitaine dans laquelle la commune est exposée à un climat océanique altéré et est dans la région climatique Bourgogne, vallée de la Saône, caractérisée par un bon ensoleillement (1 900 h/an), un été chaud (18,5 °C), un air sec au printemps et en été et des vents faibles.
Pour la période 1971-2000, la température annuelle moyenne est de 11,1 °C, avec une amplitude thermique annuelle de 17,7 °C. Le cumul annuel moyen de précipitations est de 805 mm, avec 11,2 jours de précipitations en janvier et 6,9 jours en juillet. Pour la période 1991-2020, la température moyenne annuelle observée sur la station météorologique de Météo-France la plus proche, « Chalon-Champforgueil », sur la commune de Champforgeuil à 10 km à vol d'oiseau, est de 11,4 °C et le cumul annuel moyen de précipitations est de 736,5 mm. 
La température maximale relevée sur cette station est de 39,7 °C, atteinte le 12 août 2003 ; la température minimale est de −17,6 °C, atteinte le 20 décembre 2009,,.
Les paramètres climatiques de la commune ont été estimés pour le milieu du siècle (2041-2070) selon différents scénarios d'émission de gaz à effet de serre à partir des nouvelles projections climatiques de référence DRIAS-2020. Ils sont consultables sur un site dédié publié par Météo-France en novembre 2022.

## Urbanisme

### Typologie
Au 1er janvier 2024, Saint-Jean-de-Vaux est catégorisée commune rurale à habitat dispersé, selon la nouvelle grille communale de densité à sept niveaux définie par l'Insee en 2022.
Elle est située hors unité urbaine. Par ailleurs la commune fait partie de l'aire d'attraction de Chalon-sur-Saône, dont elle est une commune de la couronne,. Cette aire, qui regroupe 109 communes, est catégorisée dans les aires de 50 000 à moins de 200 000 habitants,.

### Occupation des sols
L'occupation des sols de la commune, telle qu'elle ressort de la base de données européenne d’occupation biophysique des sols Corine Land Cover (CLC), est marquée par l'importance des territoires agricoles (87,4 % en 2018), en diminution par rapport à 1990 (89,6 %). La répartition détaillée en 2018 est la suivante : zones agricoles hétérogènes (48 %), prairies (20,4 %), cultures permanentes (19 %), zones urbanisées (12,6 %). L'évolution de l’occupation des sols de la commune et de ses infrastructures peut être observée sur les différentes représentations cartographiques du territoire : la carte de Cassini (XVIIIe siècle), la carte d'état-major (1820-1866) et les cartes ou photos aériennes de l'IGN pour la période actuelle (1950 à aujourd'hui).

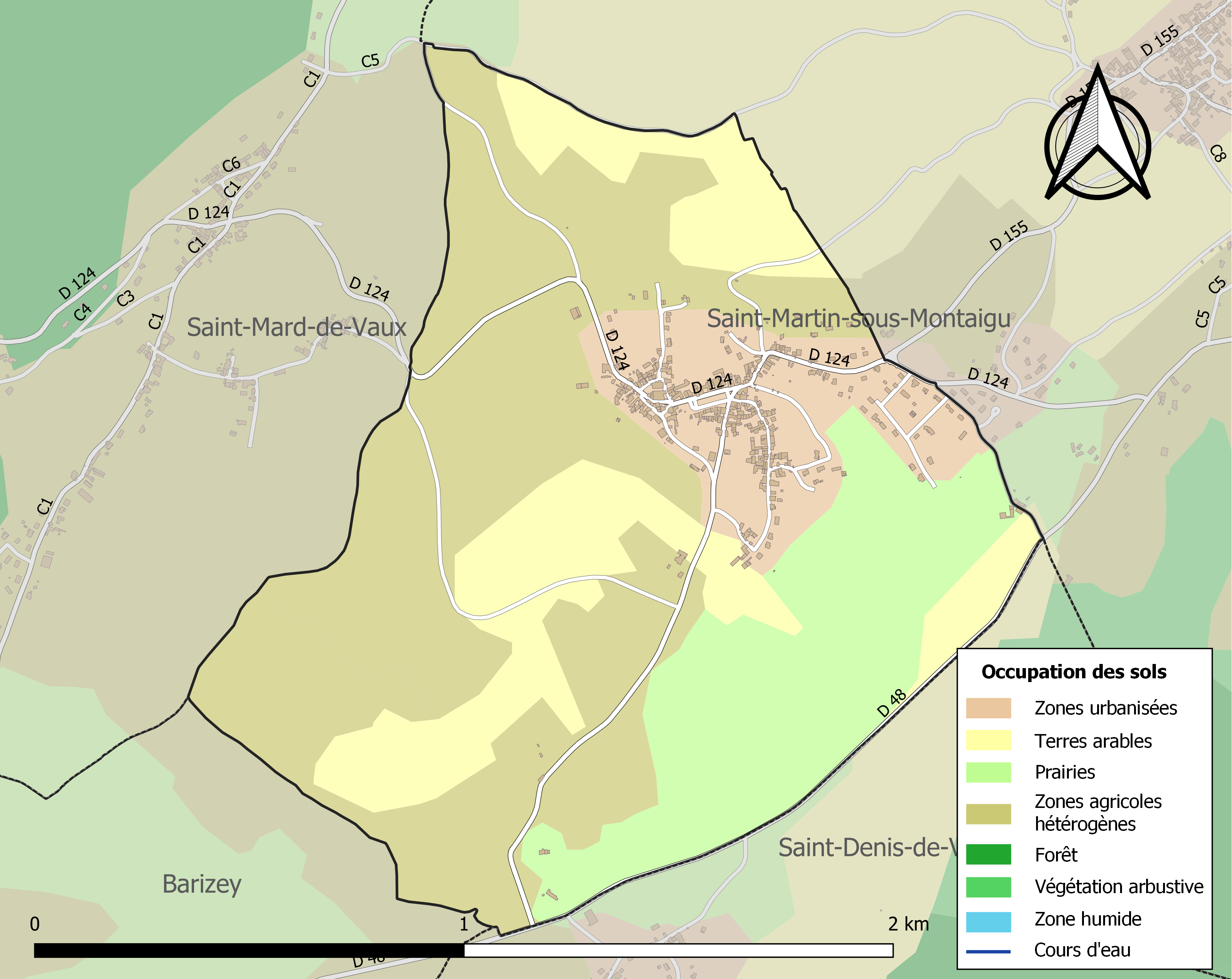
Carte des infrastructures et de l'occupation des sols de la commune en 2018 (CLC).

## Histoire

### Antiquité
Les Romains ont habité sur le site actuel de la commune, ainsi une lampe romaine en terre cuite a été trouvée dans une vigne du village.

### Moyen Âge et Renaissance
Le XIIe siècle voit l'édification de l'église Saint-Jean-Baptiste. Autrefois, Sanctus Joannas in Valle relevait de la justice du prieuré de Saint-Denis de Vaux et aurait été fondée par les moines de Cluny. Vers 1400, le village appartient à l'évêque d'Autun.

### Époque moderne
En août 1677, le village est frappé par de très violents orages. La commune est aussi touchée par des hivers rigoureux en 1709 et 1736, entraînant famine et grosse mortalité. Au cours de la Révolution, le village prend le nom de Vaux-la-Montagne.

### Époque contemporaine

#### XIXesiècle
Au XIXe siècle, il est noté la présence de plusieurs gros domaines viticoles, montrant l'omniprésence de cette culture dans le village (ainsi elle est cultivée presque sur les chaumes). Le Gamay est le principal cépage de la commune en 1812, avec 171 hectares sur 200. La fin du XIXe siècle voit le phylloxéra toucher durement le vignoble. Ainsi en 1896, il est accordé une réduction de 25 % aux fermiers vignerons pour faciliter la reconstruction du vignoble par l'intermédiaire des cépages américains.

#### XXesiècle
L'année 1922 voit la commune s'équiper en lumière électrique. À partir de 1930, le village va batailler pour avoir l'eau courante, ce qui ne sera fait et terminé qu'en décembre 1939. En 1942, le moulin, le fournail et la boulangerie sont détruits par un incendie. La piscine municipale est créée dans les années 1960.

#### XXIesiècle
Depuis 2002, par l'intermédiaire du regroupement pédagogique intercommunal, la commune voit ses enfants scolarisés dans une des quatre communes, le village lui-même, Saint-Mard-de-Vaux, Saint-Denis-de-Vaux et Barizey. En janvier 2004, la commune a rejoint la communauté d'agglomération de Chalon Val de Bourgogne. Par deux fois, le 13 mai et le 25 juin 2016, le village est frappé par de fortes inondations caractérisées par des torrents d'eau qui ravagent certaines rues.

## Politique et administration

### Tendances politiques
Saint-Jean-de-Vaux est une commune qui à un vote assez équilibré entre droite et gauche. Depuis 1997, la droite est arrivée en tête dans 11 élections et la gauche dans 9 élections,,,,,,,,,,,,,,,,,,.

### Administration municipale
Saint-Jean-de-Vaux dépend de la sous-préfecture de Saône-et-Loire à Chalon-sur-Saône. Le conseil municipal est composé de 11 membres conformément à l’article L2121-2 du Code général des collectivités territoriales. À l'issue des élections municipales de 2020, Michel Isaïe a été à nouveau réélu maire de la commune pour un quatrième mandat.

### Listes des maires
| Période                                  | Période   | Identité        | Étiquette | Qualité |
| ---------------------------------------- | --------- | --------------- | --------- | ------- |
| mars 1971                                | 1986      | Fernand Macaire |           |         |
| 1986                                     | mars 2001 | Roland Sarras   |           |         |
| mars 2001                                | en cours  | Michel Isaïe    |           |         |
| Les données manquantes sont à compléter. |           |                 |           |         |

### Canton et intercommunalité
Cette commune fait partie du canton de Givry, comptant 12 057 habitants en 2007. En intercommunalité, ce village fait partie du Grand Chalon. Pierre Voarick est conseiller général de ce canton depuis 1998.

### Instance judiciaire et administrative
Dans le domaine judiciaire, la commune dépend  de la commune de Chalon-sur-Saône qui possède un tribunal d'instance et un tribunal de grande instance, d'un tribunal de commerce et d'un conseil des prud'hommes. Pour le deuxième degré de juridiction, elle dépend de la cour d'appel et de la cour administrative d'appel de Dijon.

## Population et société

### Démographie

#### Évolution démographique
L'évolution du nombre d'habitants est connue à travers les recensements de la population effectués dans la commune depuis 1793. Pour les communes de moins de 10 000 habitants, une enquête de recensement portant sur toute la population est réalisée tous les cinq ans, les populations de référence des années intermédiaires étant quant à elles estimées par interpolation ou extrapolation. Pour la commune, le premier recensement exhaustif entrant dans le cadre du nouveau dispositif a été réalisé en 2005.

En 2022, la commune comptait 389 habitants, en évolution de −3,95 % par rapport à 2016 (Saône-et-Loire : −1,06 %, France hors Mayotte : +2,11 %).
| 1793 | 1800 | 1806 | 1821 | 1831 | 1836 | 1841 | 1846 | 1851 |
| ---- | ---- | ---- | ---- | ---- | ---- | ---- | ---- | ---- |
| 500  | 572  | 591  | 590  | 620  | 602  | 590  | 581  | 571  |

| 1856 | 1861 | 1866 | 1872 | 1876 | 1881 | 1886 | 1891 | 1896 |
| ---- | ---- | ---- | ---- | ---- | ---- | ---- | ---- | ---- |
| 500  | 523  | 513  | 498  | 515  | 549  | 571  | 528  | 486  |

| 1901 | 1906 | 1911 | 1921 | 1926 | 1931 | 1936 | 1946 | 1954 |
| ---- | ---- | ---- | ---- | ---- | ---- | ---- | ---- | ---- |
| 489  | 446  | 402  | 328  | 262  | 248  | 230  | 254  | 273  |

| 1962 | 1968 | 1975 | 1982 | 1990 | 1999 | 2005 | 2006 | 2010 |
| ---- | ---- | ---- | ---- | ---- | ---- | ---- | ---- | ---- |
| 314  | 240  | 292  | 319  | 314  | 324  | 350  | 373  | 399  |

| 2015 | 2020 | 2022 | - | - | - | - | - | - |
| ---- | ---- | ---- | - | - | - | - | - | - |
| 402  | 389  | 389  | - | - | - | - | - | - |

### Enseignement
La commune de Saint-Jean-de-Vaux est située dans l'académie de Dijon. Il existe une école primaire en regroupement pédagogique intercommunal avec les communes de Saint-Mard-de-Vaux, Saint-Denis-de-Vaux et Barizey. Le collège le plus proche est situé à Givry et les lycées les plus proches à Chalon-sur-Saône.

### Sports
La randonnée, la pêche, la chasse ainsi que la danse classique. La natation lorsque la piscine municipale est ouverte.

### Santé
Il n'y a pas de docteur, pas de pharmacie, pas de kinésithérapeute, pas de dentiste sur ce village. Les plus proches se trouvent à Givry, Mercurey ou Mellecey. Le centre hospitalier se trouve sur Chalon-sur-Saône.

### Écologie et recyclage
Le Grand Chalon gère la collecte de la commune. Il y a une collecte hebdomadaire des ordures ménagères.

### Cultes
Culte catholique en alternance avec d'autres paroisses.

### Associations
Il y a quelques associations à Saint-Jean-de-Vaux, comme l'Amicale de l'arc-en-ciel...

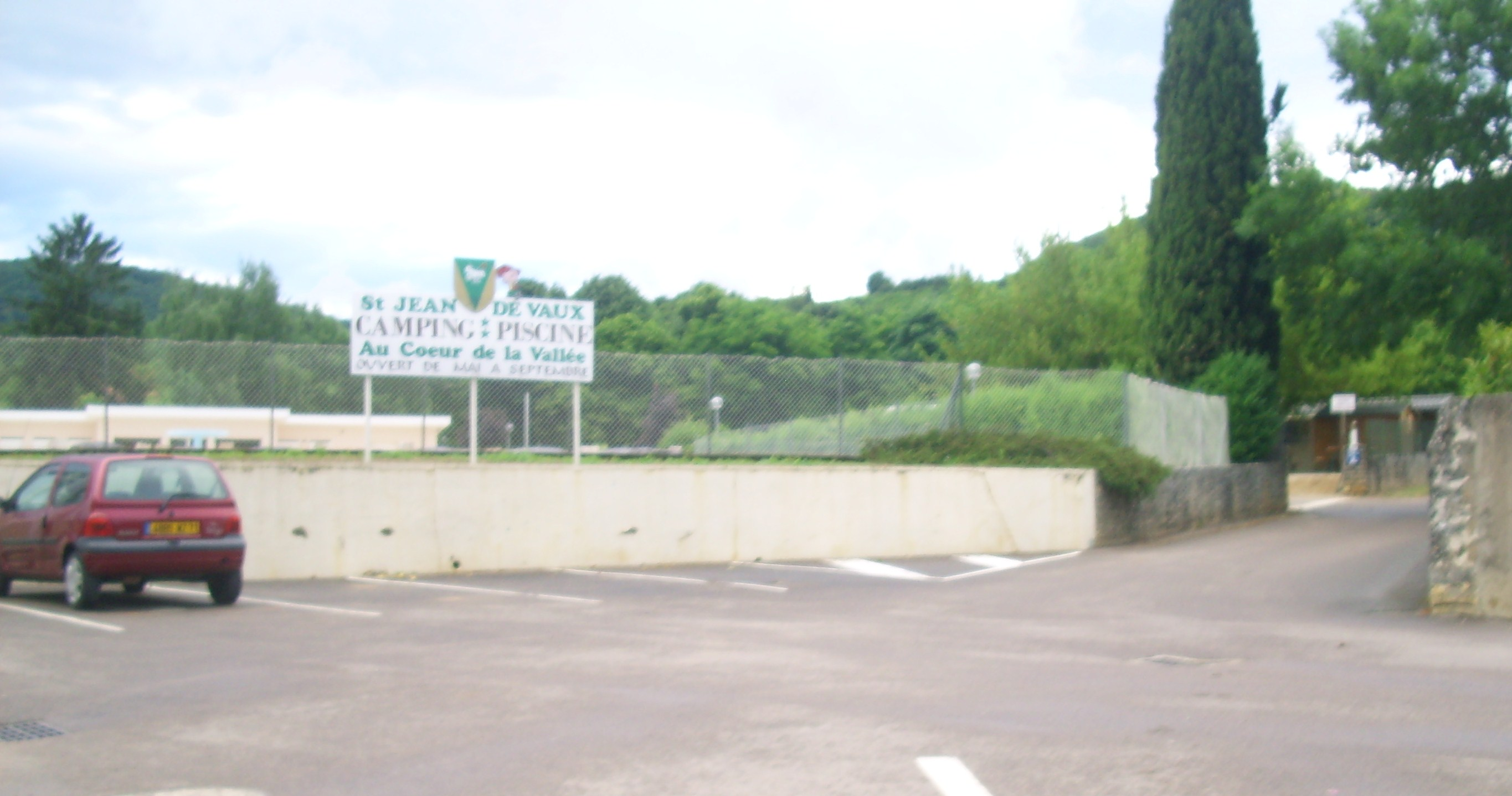
Devant et entrée du camping-piscine.

## Économie

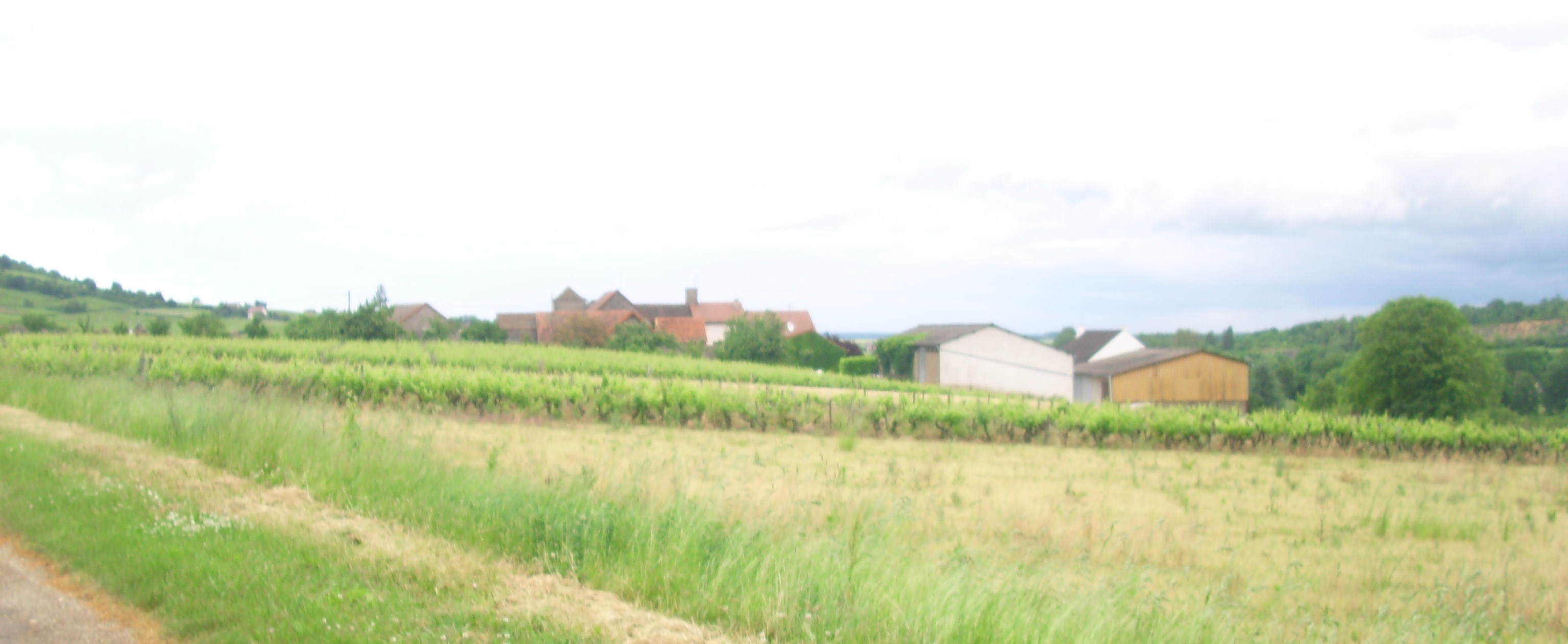
Vignes.

Les vignobles de la côte chalonnaise.

Il reste une boulangerie dans le village ainsi qu'un petit marché hebdomadaire. Il y a comme artisan, un électricien-plombier-ramoneur, un carreleur, un entrepreneur de terrassement, un plombier et un électricien-plombier. Le village possède un camping-piscine ouvert en période estivale (de mai à septembre), avec sur les lieux un restaurant-bar-guinguette. Du fait de l'activité viticole, il y a trois viticulteurs indépendants.

### Vignoble
Ce village viticole produit les appellations Bourgogne côte-chalonnaise (vin rouge et vin blanc), Bourgogne (vin rouge, vin blanc, vin rosé), Bourgogne passetougrain (vin rouge et vin rosé), crémant de Bourgogne (vin effervescent), il jouxte l'appellation Mercurey (vin rouge et vin blanc en appellation village et 1er cru) du côté de Saint-Martin-sous-Montaigu.

## Culture locale et patrimoine

### Lieux et monuments
- Église Saint-Jean-Baptiste, d'origine romane, remaniée avec ses statues du XVe siècle. La plaque commémorative de la consécration de l'église, après sa restauration date du XVe siècle.
- Croix de chemin (XVIIe siècle).
- Lavoirs (XIXe siècle).
- Un camping avec piscine municipale (piscine municipale qui existe depuis 1960[Jsl 21] et qui a été ainsi la première construite en Saône-et-Loire[Jsl 22]).
- La place des Tilleuls.

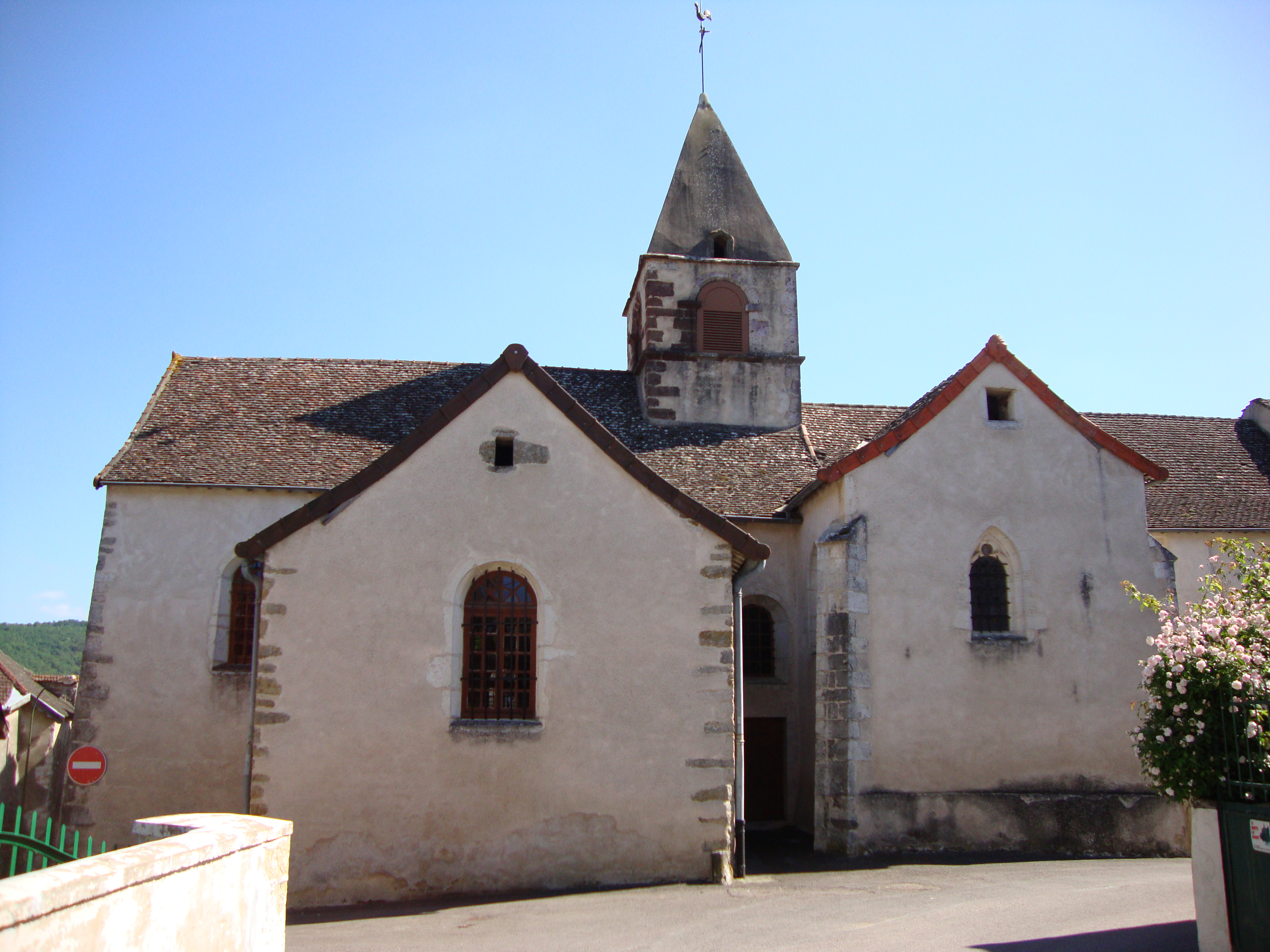
Église Saint-Jean-Baptiste.
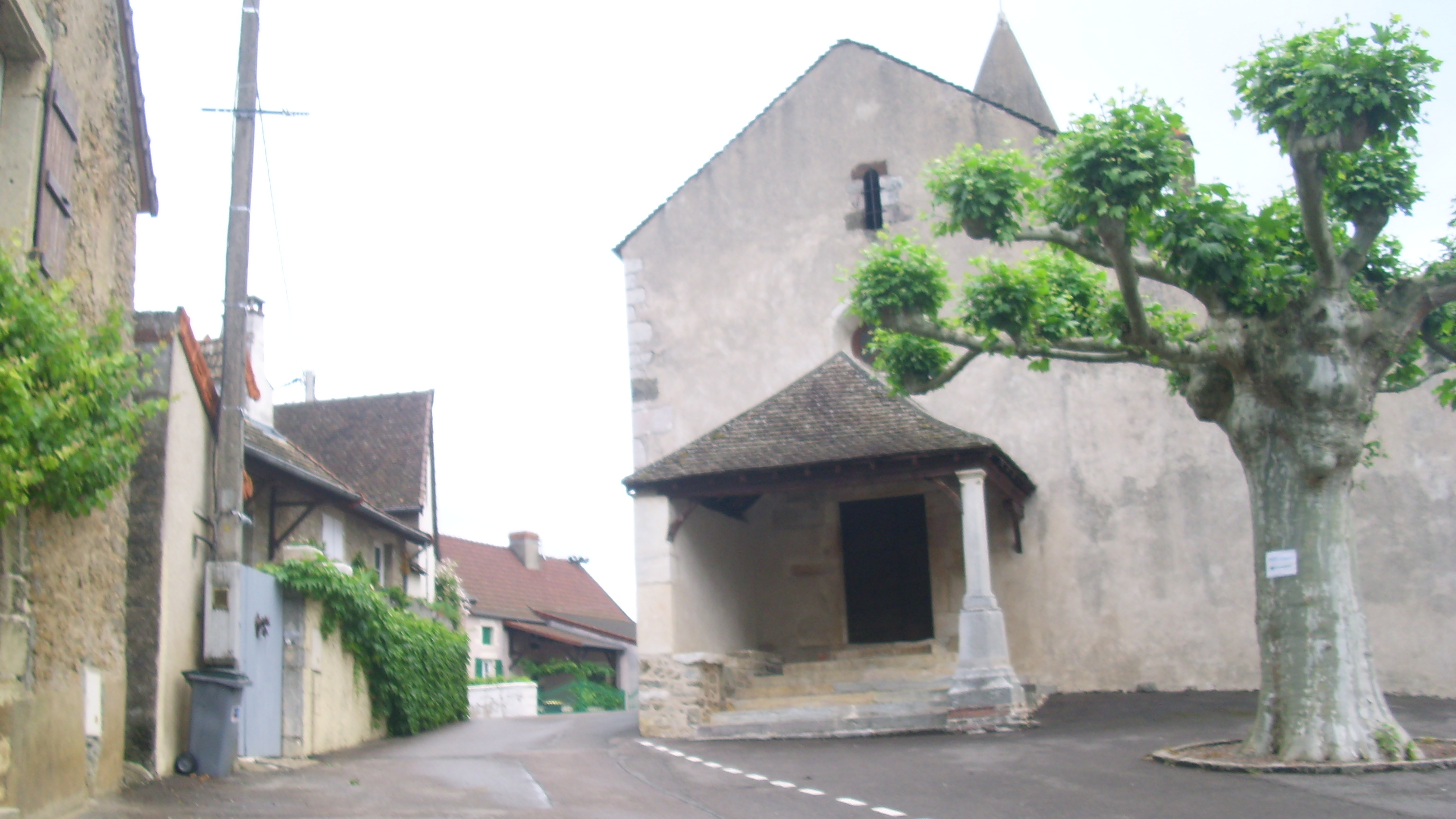
Église Saint-Jean-Baptiste.
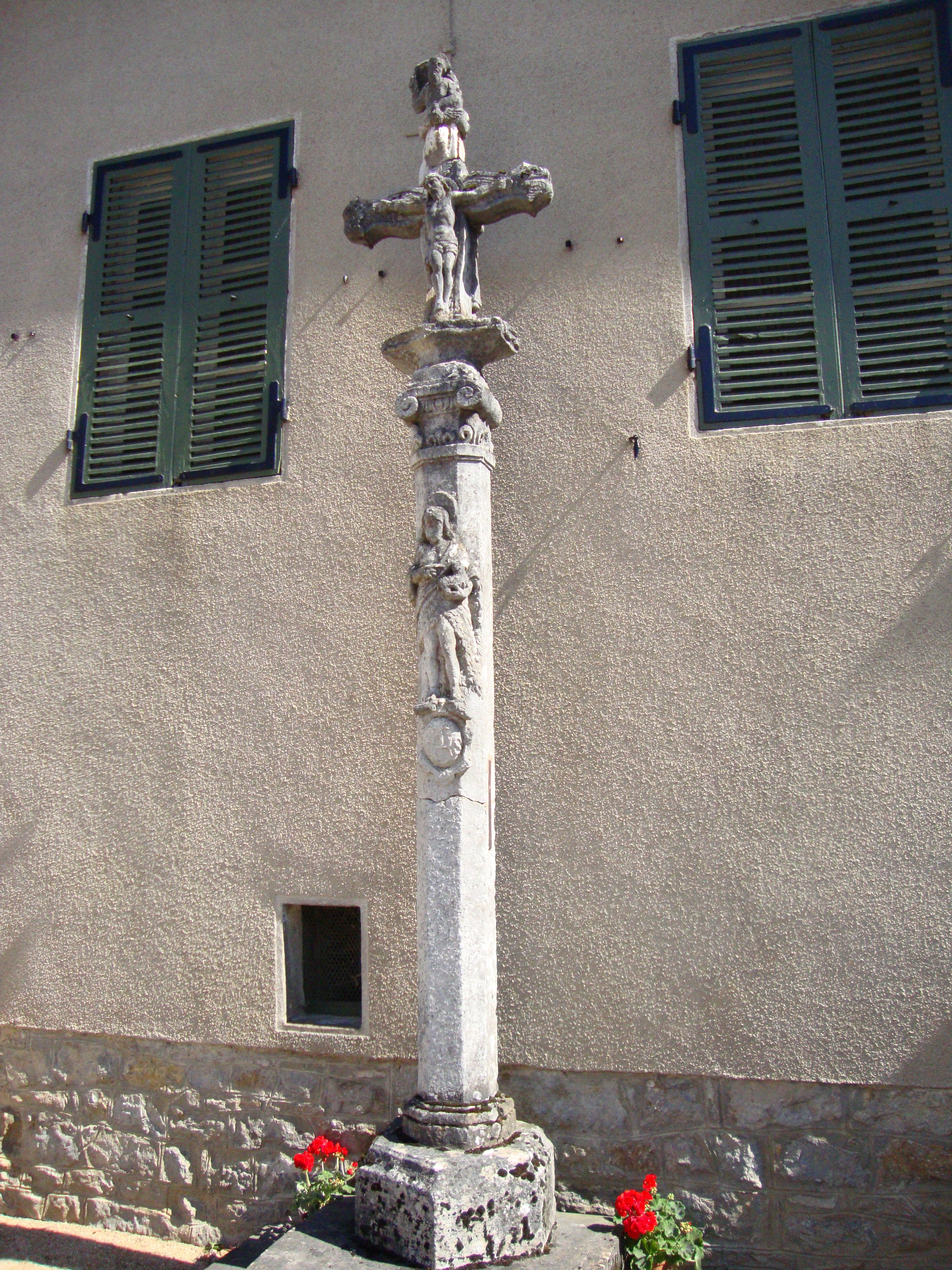
Croix.
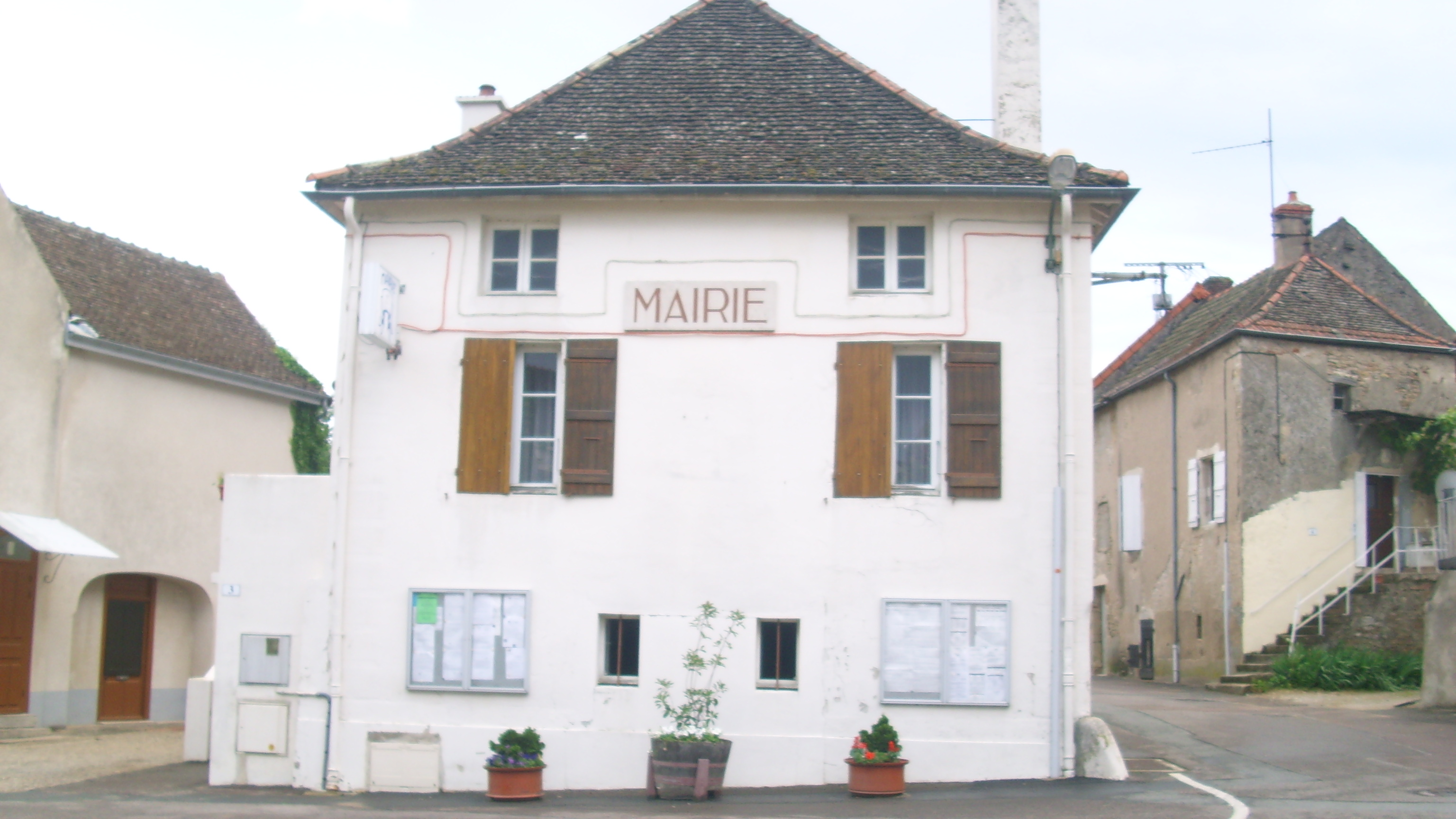
Mairie.
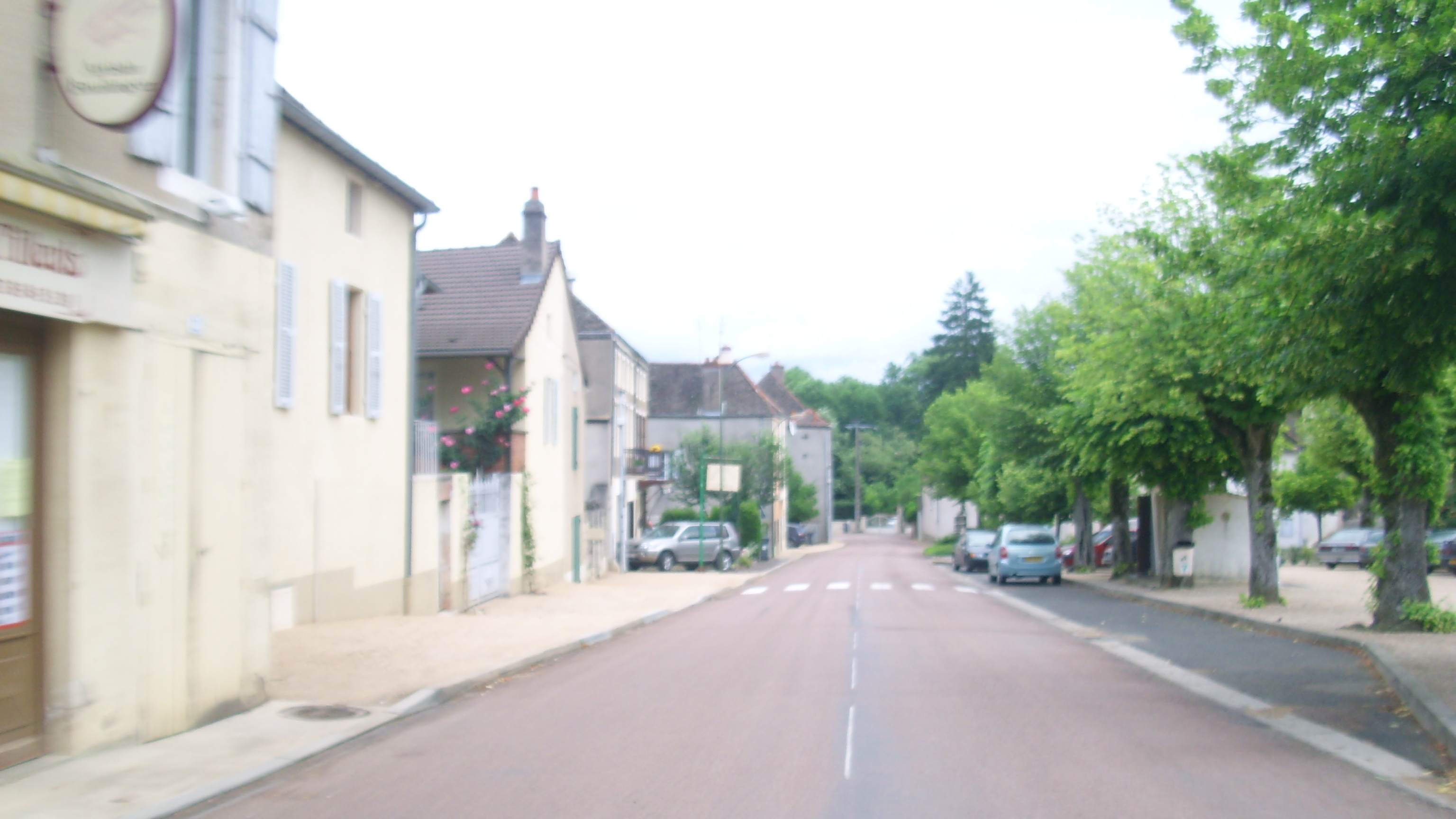
Une des rues du village.

### Personnalités liées à la commune
- Michel Isaie (1951-), maire actuel.
- Jean-Baptiste Leschenault de La Tour (1773-1826), botaniste et ornithologue.

### Héraldique
|  | Les armes de la commune se blasonnent ainsi : De sinople à l'agneau pascal d'argent couché sur un livre du même, tenant une banderole d'or chargée d'une croisette de gueules, chaussé aussi d'or. |

## Pour approfondir